# Kingli
Kingli este o arie protejată (arie specială de conservare — SAC, sit de importanță comunitară — SCI) din Estonia întinsă pe o suprafață de 518,1 ha, integral pe uscat.

## Localizare
Centrul sitului Kingli este situat la coordonatele 58°26′42″N 23°05′05″E / 58.445°N 23.0847°E.

## Înființare
Situl Kingli a fost declarat sit de importanță comunitară în aprilie 2004 pentru a proteja 1 specie de plante. Situl a fost protejat și ca arie specială de conservare în iulie 2006.

## Biodiversitate
Situată în ecoregiunea boreală, aria protejată conține 7 habitate naturale: Formațiuni de Juniperus communis pe lande sau pajiști calcaroase, Alvar nordic și șisturi calcaroase precambriene, Pajiști cu Molinia pe soluri calcaroase, turboase sau argilos-nămoloase (Molinion caeruleae), Pajiști din zone de pădure fino-scandinave, Mlaștini calcaroase cu Cladium mariscus și specii de Caricion davallianae, Mlaștini alcaline, Păduri de conifere pe eskere fluvioglaciare sau legate la acestea.
La baza desemnării sitului se află o specie protejată de  plante: papucul doamnei (Cypripedium calceolus).